# Pierre-Horace Boivin
Pour les articles homonymes, voir Boivin.
Pierre-Horace Boivin, né à Granby au Québec le 24 septembre 1905 et mort 17 mai 1994, est un homme politique québécois. Il fut le maire de Granby de 1939 à 1964. Il fut également le fondateur du zoo de Granby, le plus important parc zoologique au Québec,.
En 1994, il fut nommé chevalier de l'Ordre national du Québec.

## Biographie
Fils de Pierre-Ernest Boivin, maire de Granby de 1917 à 1932 et d'Alma Comtois, Pierre-Horace Boivin étudie au Collège du Sacré-Cœur (lequel) et au Collège Mont-Saint-Louis de Montréal. Il travaille ensuite avec son père pour la compagnie Granby Elastic Web fondée par ce dernier et un certain américain, M. Churchill, en 1910.
Il est détenteur d'un doctorat honoris causa de l'Université de Sherbrooke et il a été décoré de l'Ordre du Canada. Il a été commissaire général du Pavillon chrétien à l'Expo 67, directeur de la Commission canadienne du Centenaire, ex-président de la Fédération des maires et des municipalités, ex-président de l'Union des municipalités du Québec, ex-président de l'Association professionnelle des industriels, ex-président de la Chambre de commerce du Québec, ex-président de la Ligue senior de hockey, vice-président de la Chambre de commerce italienne, fondateur du Jardin zoologique de Granby, membre honoraire du Club Kiwanis, du Club des Lions, du Club des Francs, de la Légion canadienne, membre fondateur du Club Richelieu, fondateur du Club Aramis, délégué officiel des maires du Canada aux assemblées de l'Union internationale des Villes et Pouvoirs locaux.
Monsieur Boivin a reçu le trophée canadien pour le développement industriel. Il a également été commissaire industriel de la Ville de Granby de 1969 à 1984 et directeur des relations publiques depuis 1984.
Lorsque son père décède, en 1938, il devient président de la compagnie qui portera le nom de Granby Elastic & Textiles. Il devient maire de la ville de Granby en 1939, à la suite de la demande d'une délégation de poser sa candidature. Il sera maire de Granby jusqu'en 1964, date de sa prise de retraite. Il se marie à Frances Bergeron en 1939. Dix ans plus tard, en 1959, ils seront parents de dix enfants.

### Zoo de Granby
À la fin de la Seconde Guerre mondiale, Horace Boivin prend l'initiative de garder des animaux sauvages et domestiques dans la cour de sa résidence située sur la rue Dufferin, près de l'actuel site du zoo. En juin 1945, la ville prend la décision de transformer en jardin zoologique le parc Avery. La Chambre de commerce des jeunes assumera l'administration du zoo en 1946. Le zoo rassemble alors cinq cerfs de Virginie, trois wapitis, trois bisons, deux ours noirs et d'autres petits animaux. L'entrée au zoo restera gratuite jusqu'en 1954.
Le zoo connaît plusieurs difficultés à ses débuts, plusieurs incidents surviennent : nourriture inadéquate, incompétence du personnel, exiguïté des cages, le journal La Revue de Granby dresse une liste de reproches au zoo. Entre 1950 et 1953, on note par exemple que « la lionne Parma trépasse d'une fièvre rhumatismale, un ourson est dévoré par ses congénères, deux aigles se battent à mort, un castor s'enfuit et deux singes décèdent apparemment sans raison ». En 1949, Pierre-Horace Boivin demandera au gouvernement provincial d'assumer l'administration et le financement complet du zoo, mais obtiendra une réponse négative.
Pierre-Horace Boivin aida énormément le zoo de Granby à accueillir différentes espèces. Il convainc par exemple le zoo de Londres de donner des zèbres, un léopard, des pingouins, un chameau et 25 espèces d'oiseaux au zoo de Granby. Il échangera également avec le zoo de Paris un chimpanzé contre deux ours noirs. Les États-Unis contribueront en donnant une antilope d'Afrique et un rhinocéros. En 1952, la ville de Winnipeg au Manitoba fournira un lion, Toronto (Ontario) fournira deux mouflons et deux singes. Le zoo de San Diego (États-Unis) fournira deux kangourous et Charlesbourg (Québec) fournira un lama. Le premier ministre Jawaharlal Nehru de l'Inde fournira un éléphant en 1955. Le zoo d'Anvers, en Belgique, fournira notamment une girafe en 1964. Le maire entretient des relations avec les zoo de Paris, Londres, Toronto, Victoria, New York, Washington, Cleveland, Philadelphie, Chicago et Détroit. Le capitaine Herman Kempf, de la Poséidon Line se chargera du transport d'animaux depuis l'Europe jusqu'à Montréal,.

## Distinctions
- 1967 -  Officier de l'Ordre du Canada[14]
- 1994 -  Chevalier de l'Ordre national du Québec[8]